# Mona la vampira
Mona la vampira (Mona the Vampire en anglès) és una sèrie de televisió d'animació infantil que es basa en el llibre infantil del mateix nom, escrit i il·lustrat per Sonia Holleyman, així com en una sèrie de novel·les il·lustrades per Holleyman i escrites per Hiawyn Oram. Es va estrenar originalment al Canadà a YTV el 13 de setembre de 1999, i més tard a França al canal France 3 el 30 d'octubre de 2000.
La sèrie es va estrenar en català l'1 de novembre de 2003 al K3.

## Argument
La sèrie tracta de les aventures d'una nena de deu anys que es diu Mona Parker (que es dona a si mateixa el sobrenom de 'Mona la vampira') i els seus dos millors amics, la Lily Duncan ('Princesa Gegant') i en Charley Bones ('Capità Zack'), que combaten contra forces sobrenaturals en cada episodi a la seva ciutat.

## Doblatge
| Personatge       | Anglès                | Català             |
| ---------------- | --------------------- | ------------------ |
| Mona Parker      | Emma Taylor-Isherwood | Marta Ullod        |
| Charley Bones    | Justin Bradley        | Elisabet Bargalló  |
| Lily Duncan      | Carrie Finlay         | Belén Roca         |
| George Jamell II | Oliver Grainger       | Lourdes López      |
| Angela Smith     | Tia Caroleo           | Núria Domènech     |
| Pare de la Mona  | Marcel Jeannin        | Jaume Villanueva   |
| Mare de la Mona  | Carole Jeghers        | Núria Domènech     |
| Oficial Halcroft | Gary Jewell           | Josep Maria Ullod  |
| Reverend Gregori | Louis Negin           | Francesc Figuerola |